# Louis Munteanu
Louis Munteanu (Vaslui, 16 de junio de 2002) es un futbolista rumano que juega en la demarcación de delantero para el CFR Cluj de la Liga I.

## Selección nacional
Hizo su debut con la selección de fútbol de Rumania el 12 de octubre de 2023 en un partido de clasificación para la Eurocopa 2024 contra Bielorrusia que finalizó con un resultado de empate a cero.

## Clubes
| Club                         | País    | Año       | Partidos | Goles |
| ---------------------------- | ------- | --------- | -------- | ----- |
| F. C. Viitorul Constanța     | Rumania | 2019-2020 | 21       | 3     |
| ACF Fiorentina               | Italia  | 2021-2022 | 0        | 0     |
| FCV Farul Constanța (cedido) | Rumania | 2022-2024 | 65       | 22    |
| CFR Cluj                     | Rumania | 2024-     | 40       | 24    |

## Palmarés

### Títulos nacionales
| Título          | Club                | País    | Año  |
| --------------- | ------------------- | ------- | ---- |
| Liga I          | FCV Farul Constanța | Rumania | 2023 |
| Copa de Rumania | CFR Cluj            | Rumania | 2025 |